# Hormetica sexnotata
Hormetica sexnotata es una especie de insecto blatodeo de la familia Blaberidae, subfamilia Blaberinae.

## Distribución geográfica
Se pueden encontrar en Brasil.

## Sinónimos
- Blatta sexnotata Thunberg, 1826.
- Blatta macularia Perty, 1832.
- Blatta maculata Gray, 1832.
- Blatta rugicollis Gray, 1832.
- Blatta tuberculata Dalman, 1823.